# أندرو دير
أندرو دير (بالإنجليزية: Andrew Deer)‏ هو لاعب تايكوندو بريطاني، ولد في 11 يوليو 1987 في Tamworth, Staffordshire ‏ في المملكة المتحدة.

## وصلات خارجية
- أندرو دير على موقع TaekwondoData.com (الإنجليزية)